# Никола Милојевић (фудбалер)
Никола Милојевић (рођен 16. априла 1981. у Младеновцу) је српски фудбалер који игра на позицији голмана.
Био је члан селекције Србије и Црне Горе на Олимпијским играма 2004. године.